# Meridià 129 a l'oest
El meridià 129 a l'oest de Greenwich és una línia de longitud que s'estén des del pol Nord travessant l'oceà Àrtic, Amèrica del Nord, el Golf de Mèxic, l'oceà Pacífic, l'oceà Antàrtic, i l'Antàrtida fins al pol Sud.
El meridià 129 a l'oest forma un cercle màxim amb el meridià 51 a l'est. Com tots els altres meridians, la seva longitud correspon a una semicircumferència terrestre, uns 20.003,932 km. Al nivell de l'Equador, és a una distància del meridià de Greenwich de 14.360 km.

## De Pol a Pol
Començant en el pol Nord i dirigint-se cap al pol Sud, aquest meridià travessa:
| Coordenades                               | País, territori o mar | Notes |
| ----------------------------------------- | --------------------- | --- |
| 90° 0′ N, 129° 0′ O / 90.000°N,129.000°O  | Oceà Àrtic            | |
| 75° 25′ N, 129° 0′ O / 75.417°N,129.000°O | Mar de Beaufort       | |
| 69° 55′ N, 129° 0′ O / 69.917°N,129.000°O | Canadà                | Territoris del Nord-oest Yukon — des de 62° 8′ N, 129° 0′ O / 62.133°N,129.000°O Colúmbia Britànica — des de 60° 0′ N, 129° 0′ O / 60.000°N,129.000°O, continent i les illes Maitland, Hawkesbury, Gribbell, Princesa Reial i Aristazabal |
| 52° 28′ N, 129° 0′ O / 52.467°N,129.000°O | Oceà Pacífic          | |
| 60° 0′ S, 129° 0′ O / 60.000°S,129.000°O  | Oceà Antàrtic         | |
| 74° 19′ S, 129° 0′ O / 74.317°S,129.000°O | Antàrtida             | Territori no reclamat |